# Dacrydium guillauminii
Dacrydium guillauminii é uma espécie de conífera da família Podocarpaceae.
Apenas pode ser encontrada no seguinte país: Nova Caledónia.
Está criticamente ameaçada por perda de habitat.